# 佐久間レイ
佐久間 レイ（さくま レイ、1965年1月5日 - ）は、日本の声優、女優、歌手。東京都世田谷区出身。元夫は声優でタレントの水島裕。

## 経歴
母は三味線の師匠で、幼い頃から和楽器の音に包まれて育ったという。バレエ、ピアノなどを選んだことでそれらを習い、それで演じる、歌う、踊る事も好きであった。その時は舞台袖からの眺めや舞台裏の雑然とした様子や楽屋の匂い、並んだ衣装などが血が逆流するくらいワクワクしていたという。世田谷区民会館でバレエの発表会もしていた。
東京文化高等学校在学中の高校生の時はソフトボール部に所属して、ソフトボールをしていた。しかし、練習中に骨折してしまい、毎日皆の練習を見ていた。その時にもうひとつの夢であった「芝居の世界に行こう」、「大人になったら、あのワクワクする心に正直に生きよう」と思った。しかし業界に知り合いもおらず、佐久間曰く素人でも入れそうに思った「入り口」は若者向けのオーディション番組だけだったため、その思いつきで応募していた『スター誕生!』（日本テレビ）に合格。しかし、その番組は歌手志望のための番組であり、そのため「佐久間さんはとにかくアイドル歌手になりたかったそうです」という「私の気持ち」が書かれていたということも初耳であった。佐久間自身は実際には歌手やアイドルを目標にしていたことはなく、例で挙げるなら「行き先が違う電車」に飛び乗ってしまった感じであり、合うはずもなく「入り口間違えた〜!」と苦しんでいたという。漠然と夢見ていた未来は「舞台が好き、そして言葉、歌、芝居、執筆など、あらゆる形で自分を表現してみたい」というものであったという。
『スター誕生!』第36回決戦大会では芸能事務所やレコード会社からスカウトされなかったものの、優先的に決戦大会への再挑戦権を与えられる審査員奨励賞を受賞する（この回の最優秀賞は河上幸恵）。その時、「行き先を間違えて乗りました!」といったことは言えなかったという。その後、審査員による敗者復活で選ばれ、『スター誕生!』第38回決戦大会に挑戦するも、今度は中森明菜に敗れた。このことについては「10代で人生の電車を乗り間違えて、テレビで日本中に名前と顔を晒して大失敗を経験した」と振り返っている。近所に住んでいた佐久間の大恩人でもあった才賀明との縁もあり、少しだけテレビドラマに参加したりして、演技の世界へと進むはずだった。しかし、少し風向きが変わり、タレント養成所からスカウトされ、レッスンを経て1982年10月にNHK『レッツゴーヤング』で芸能界にデビューした。アイドル時代、最初は才賀企画に所属していたが、1983年後半の時期にボンドに移籍。ボンド移籍を機に佐久間レイから佐久間 麗に改名、この頃の愛称はガー子だった。
1983年2月に徳間音工から『はみだし天使』でレコードデビューし、NHK『レッツゴーヤング』にサンデーズの一員として出演。しかしあまりに頑張りすぎてしまい、精神的に追い込まれてしまった。同時にその世界に馴染めず全然楽しめず、「心が『違う』と叫んでるし、もう辞めよう」と思った。
その後は少し芸能活動を休止し、復帰後にある人物から「声優でもやってみない」と勧められ、それのことで軽く腰を掛け程度の感じで1985年、テレビアニメ『夢の星のボタンノーズ』のピアス役で声優としてデビュー。当時は声優としての基礎がなく、現場で色々と学んでいた。その時の頑張りを支えたのは観察で、先輩の声優や町ですれ違った人物、ふとした時の自分の仕草などを観察して、自分のポケットに入れていったという。以後は声優として活動を行うようになり、主人公やヒロインも多く演じるようになる。
1988年から放送されているテレビアニメ『それいけ!アンパンマン』にはバタコさん役で全話出演しているが、2017年11月16日に鶴ひろみが急逝したため、その時点でアフレコ未収録だった2017年のクリスマスSPに限り、鶴が演じていたドキンちゃんを兼任で代演した。
『魔女の宅急便』のジジ役を演じていた頃、肩書きに「声優」が付くようになり、「職人の称号みたいでカッコイイ」と思ったという。
81プロデュースに所属していたが、2018年8月現在、個人事務所である「おおきな（株）」に所属している。

## 人物・エピソード
役柄としては、こまっしゃくれた少し変わった女の子役どころが多い。
特技として、ピアノの演奏、三味線の演奏を挙げている。
『らんま1/2』のシャンプーは原作にあった「アルヨ」などの語尾を外すよう指示されたことで、独自のイントネーションを編み出して演じた。
兄と姉がいる。

## 出演
太字はメインキャラクター。

### テレビアニメ
1985年
- 夢の星のボタンノーズ（ピアス）

1986年
- 愛少女ポリアンナ物語（サディ・ディーン）
- 機動戦士ガンダムΖΖ（ルチーナ）
- こんなこいるかな（ペロ）

1987年
- 愛の若草物語（エイミー）
- あんみつ姫（ジェリー・ビーンズ）
- ウルトラB（ドージ、ペンギン、カラス）
- エスパー魔美（1987年 - 1988年、花緒里、ヘルパー、弘子、明子）
- 宇宙船サジタリウス（ミーナ）

1988年
- F-エフ（ルイ子）
- 美味しんぼ（1988年 - 1993年、花村典子、売り子A、女A、客F） - 1シリーズ + 特別編2作品
- シティーハンター2（梓）
- 小公子セディ（キャサリン）
- それいけ!アンパンマン（1988年 - 、バタコさん、みみせんせい〈5代目〉、ピョン吉〈初代〉、ウサ子〈2代目〉、スケールちゃん〈6代目〉、ゆりさん〈初代〉、カレン〈2代目〉、ノートくん〈初代〉、ドレミ姫〈3代目〉、ドキンちゃん〈代役〉 他）

1989年
- 昆虫物語 みなしごハッチ（1989年版）（1989年 - 1990年、リリィ、ミル、ローザ）
- たいむとらぶるトンデケマン!（1989年 - 1990年、シャララ、ドラムスコ）
- ダッシュ!四駆郎（皇輪子）
- パラソルヘンべえ（いずみ / アブ子）
- 藤子・F・不二雄アニメスペシャル SFアドベンチャー T・Pぼん（リーム・ストリーム）
- ミラクルジャイアンツ童夢くん（メロディ）
- らんま1/2（1989年 - 1992年、シャンプー） - 2シリーズ

1990年
- アイドル天使ようこそようこ（ミカ）
- おぼっちゃまくん（チンチン）
- それいけ!アンパンマン みなみの海をすくえ!（バタコさん）
- 楽しいムーミン一家（1990年 - 1991年、ミイ、ミムラの娘）
- 魔動王グランゾート（アーヤ）
- 魔法のエンジェルスイートミント（エレナ）
- 笑ゥせぇるすまん（妻成耐子）

1991年
- 楽しいムーミン一家 冒険日記（1991年 - 1992年、ミイ）
- わたしとわたし ふたりのロッテ（ロッテ・ケルナー）

1992年
- ママは小学4年生（桜井看護婦）
- まんが日本史（静御前）

1993年
- 熱血最強ゴウザウラー（立花小夜子）
- ミラクル☆ガールズ（大乗寺ルミ子）

1994年
- クレヨンしんちゃん（姫野ヒメコ）
- ツヨシしっかりしなさい（明美）
- ドラえもん（テレビ朝日版第1期）（1994年 - 2005年、ミニドラ〈2代目〉）

1995年
- 愛天使伝説ウェディングピーチ（マリリン）
- あずきちゃん（榊原ヨーコ、かおるのママ）
- アリス探偵局（アリス）

1996年
- 少年サンタの大冒険!（イオン、リルA、カレン）

1997年
- 救命戦士ナノセイバー（安土桃子）
- 白鯨伝説（リサ）
- ポケットモンスター（1997年 - 2002年、サクラ、ユキ、リサ）
- 名探偵コナン（1997年 - 2004年、吉野里美、笠間菊代、椎名明子）

1998年
- 吸血姫美夕（君原霞）
- 鉄コミュニケイション（カナトの母）
- センチメンタルジャーニー（槇原つぐみ）
- 太陽の子エステバン（BS版）（シア）
- トライガン（マリアンヌ・オーレルカイゼン）
- パニポニ（キャンシー）
- Bビーダマン爆外伝（1998年 - 2000年、あかボン、ビーダの神） - 2シリーズ

1999年
- GREGORY HORROR SHOW（エンジェルドッグ / デビルドッグ）
- カードキャプターさくら（光・闇のカード）
- 週刊ストーリーランド（1999年 - 2001年、少年、森嶋ミドリ 他）
- スージーちゃんとマービー（イネコ・ノーマ）
- セラフィムコール（凛堂あやか）
- 魔法使いTai!（深山瑞葉）
- 無限のリヴァイアス（1999年 - 2000年、ネーヤ、アンジェ・ヴィスケス、モリエラ・スロスコラフ）

2000年
- ゲートキーパーズ（小野耀子）
- デジタル所さん（FUMIKO TOKORO）
- とっとこハム太郎（2000年 - 2013年、マフラーちゃん、ねてるくん〈代役〉、春名ヒロミ） - 5シリーズ

2001年
- カスミン（霞桜女、ドンちゃん、白樺マリ子、榊原ルナ）
- 砂漠の海賊!キャプテンクッパ（ノーマ）
- ナジカ電撃作戦（廉博士）
- ヒカルの碁（塔矢明子）

2002年
- 王ドロボウJING（シェリー）
- おねがい☆ティーチャー（江田島このは）
- 奇鋼仙女ロウラン（屍解仙女）
- 天地無用! GXP（柾木船穂）
- ポケットモンスター サイドストーリー（2003年 - 2004年、サクラ）

2003年
- ギャラクシーエンジェル（第3期）（レベッカ）
- 京極夏彦 巷説百物語（桔梗）
- ソニックX（モモ）
- SPACE PIRATE CAPTAIN HERLOCK（有紀螢）
- 冒険遊記プラスターワールド（カメツル族の母）

2004年
- アガサ・クリスティーの名探偵ポワロとマープル（イーディス）
- SDガンダムフォース（マーガレット市長）
- パンツぱんくろう（コミンゴ）
- ブラック・ジャック（律子）
- みらくる! ぱんぞう（まめぞう）
- MONSTER（バーバラ）

2005年
- おねがいマイメロディ（2005年 - 2009年、マイメロディ） - 4シリーズ
- ガラスの仮面（平成版）（水城冴子）
- 銀牙伝説WEED（桜）
- ポケットモンスター アドバンスジェネレーション（サクラ）
- 雪の女王（アザラシ、アウネス）

2006年
- ああっ女神さまっ それぞれの翼（2006年 - 2007年、ペイオース） - 1シリーズ + 特別編
- あたしンち（2006年 - 2009年、坂田〈愛ちゃんママ〉）
- ケモノヅメ（上月春美）
- スーパーロボット大戦OG -ディバイン・ウォーズ-（ユキコ・ダテ、クロ、ラーダ・バイラバン）
- ハローキティ りんごの森シリーズ（フィフィー、ライジ）
- ブラック・ジャック21（モリーン）

2007年
- 機神大戦ギガンティック・フォーミュラ（タチアナ・グリゴリエフ）

2008年
- 今日からマ王!（イズラ）
- ゴルゴ13（ステラ）
- タカネの自転車（蛍子）
- ドラえもん（テレビ朝日版第2期）（2008年 - 2009年、ピゴモン、チャミー）

2009年
- クッキンアイドル アイ!マイ!まいん!（2009年 - 2010年、ママみえこ、クリケット）

2010年
- ジュエルペット てぃんくる☆（エカナイト）
- スーパーロボット大戦OG -ジ・インスペクター-（ラーダ・バイラバン、クロ）
- とある魔術の禁書目録 シリーズ（2010年 - 2018年、リドヴィア＝ロレンツェッティ） - 2シリーズ
- ハートキャッチプリキュア!（月影春菜）
- ひめチェン!おとぎちっくアイドル リルぷりっ（女王）

2011年
- NO.6（火藍）

2012年
- エリアの騎士（逢沢 母〈逢沢詠子〉）
- おしりかじり虫（たーすけ君、チェリー）
- これはゾンビですか? オブ・ザ・デッド（妄想ユー）
- プリティーリズム・オーロラドリーム（あんな）

2014年
- プリパラ（2014年 - 2017年、らぁらのママ、白パンダ） - 3シリーズ

2015年
- 怪盗ジョーカー（パンドラ女王）
- ポケットモンスター XY（2015年 - 2016年、ヤシオ） - 2シリーズ

2016年
- Rewrite（神戸理香子）

2017年
- 魔法使いの嫁（モリィ）
- 忍たま乱太郎の宇宙大冒険 with コズミックフロント☆NEXT 138億年前へひとっ飛び!?の段（創造の女神）

2018年
- アイドルタイムプリパラ（らぁらのママ）

2019年
- ぱすてるメモリーズ（科学者）
- ポプテピピック TVスペシャル 白虎ver.（ピピ美〈第14話Aパート〉）

2022年
- 黒の召喚士（ミスト）

2024年
- らんま1/2 (2024)（シャンプー）

2025年
- ひみつのアイプリ（マイメロディ）
- Turkey!（夏夢）

### 劇場アニメ
1988年
- はれときどきぶた（玉ちゃん）
- ぴーひょろ一家見参!

1989年
- それいけ!アンパンマン キラキラ星の涙（バタコ）
- ファイブスター物語（ファティマ・クローソー）
- マイメロディの赤ずきん（マイメロディ）
- 魔女の宅急便（ジジ）

1990年
- おじさん改造講座（ナレーション、OL達）
- それいけ!アンパンマン ばいきんまんの逆襲（バタコ）

1991年
- それいけ!アンパンマン とべ! とべ! ちびごん（バタコ）
- それいけ!アンパンマン ドキンちゃんのドキドキカレンダー（バタコ）
- らんま1/2 中国寝崑崙大決戦! 掟やぶりの激闘篇!!（シャンプー）

1992年
- 機動戦士ガンダム0083 ジオンの残光（ニナ・パープルトン）
- きんぎょ注意報!（ぎょポ）
- それいけ!アンパンマン つみき城のひみつ（バタコ）
- それいけ!アンパンマン アンパンマンとゆかいな仲間たち（バタコ）
- 楽しいムーミン一家 ムーミン谷の彗星（ミイ）
- らんま1/2 決戦桃幻郷! 花嫁を奪りもどせ!!（シャンプー）

1993年
- それいけ!アンパンマン 恐竜ノッシーの大冒険（バタコ）
- ドラえもん のび太とブリキの迷宮（ガリオン夫人）

1994年
- それいけ!アンパンマン リリカル☆マジカルまほうの学校（バタコ）
- それいけ!アンパンマン みんな集まれ! アンパンマンワールド（バタコ）
- らんま1/2 超無差別決戦! 乱馬チームVS伝説の鳳凰（シャンプー、ホーオー）
- 平成狸合戦ぽんぽこ（ガヤ狸）

1995年
- あずきちゃん（榊原ヨーコ）
- クレヨンしんちゃん 雲黒斎の野望（リング）
- それいけ!アンパンマン ゆうれい船をやっつけろ!!（バタコ）
- 2112年 ドラえもん誕生（セワシの母）

1996年
- それいけ!アンパンマン 空とぶ絵本とガラスの靴（バタコ）
- それいけ!アンパンマン ばいきんまんと3ばいパンチ（バタコ）
- ドラえもん のび太と銀河超特急（車内センサー）
- 劇場版 ハーメルンのバイオリン弾き（サイザー）

1997年
- ザ☆ドラえもんズ 怪盗ドラパン謎の挑戦状!（ミミミ）
- それいけ!アンパンマン 虹のピラミッド（バタコ）
- それいけ!アンパンマン ぼくらはヒーロー（バタコ）

1998年
- 新機動戦記ガンダムW Endless Waltz 特別篇（マリーメイア・クシュリナーダ）
- それいけ!アンパンマン てのひらを太陽に（バタコ）
- それいけ!アンパンマン アンパンマンとおかしな仲間（バタコ）

1999年
- ザ☆ドラえもんズ おかしなお菓子なオカシナナ?（ミニドラ）
- それいけ!アンパンマン 勇気の花がひらくとき（バタコ）
- それいけ!アンパンマン アンパンマンとたのしい仲間たち（バタコ）

2000年
- ああっ女神さまっ（ペイオース）
- おばあちゃんの思い出（幼い頃のしずか）
- ザ☆ドラえもんズ ドキドキ機関車大爆走!（ミニドラ）
- それいけ!アンパンマン 人魚姫のなみだ（バタコ）
- それいけ!アンパンマン やきそばパンマンとブラックサボテンマン（バタコ）
- ドラえもん のび太の太陽王伝説（ミニドラ）

2001年
- 劇場版 とっとこハム太郎 ハムハムランド大冒険（マフラーちゃん）
- ドラミ&ドラえもんズ 宇宙ランド危機イッパツ!（ミニドラ）
- それいけ!アンパンマン ゴミラの星（バタコ）
- それいけ!アンパンマン 怪傑ナガネギマンとやきそばパンマン（バタコ）

2002年
- ギルステイン（シーナ）
- 劇場版 とっとこハム太郎 ハムハムハムージャ! 幻のプリンセス（マフラーちゃん）
- それいけ!アンパンマン ロールとローラ うきぐも城のひみつ（バタコ）
- それいけ!アンパンマン 鉄火のマキちゃんと金のかまめしどん（バタコ）

2003年
- 劇場版 とっとこハム太郎 ハムハムグランプリン オーロラ谷の奇跡 リボンちゃん危機一髪!（マフラーちゃん）
- それいけ!アンパンマン ルビーの願い（バタコさん）
- それいけ!アンパンマン 怪傑ナガネギマンとドレミ姫（バタコさん）
- 名探偵コナン 迷宮の十字路（市佳代）

2004年
- 劇場版 とっとこハム太郎 はむはむぱらだいちゅ! ハム太郎とふしぎのオニの絵本塔（マフラーちゃん）
- それいけ!アンパンマン 夢猫の国のニャニイ（バタコさん）
- それいけ!アンパンマン つきことしらたま〜ときめきダンシング〜（バタコさん）

2005年
- それいけ!アンパンマン ハピーの大冒険（バタコさん）
- それいけ!アンパンマン くろゆき姫とモテモテばいきんまん（バタコさん）

2006年
- それいけ!アンパンマン いのちの星のドーリィ（バタコさん）
- それいけ!アンパンマン コキンちゃんとあおいなみだ（バタコさん）
- トップをねらえ! & トップをねらえ2! 合体劇場版!!（アマノカズミ）

2007年
- シナモン the Movie（カプチーノ）
- それいけ!アンパンマン シャボン玉のプルン（バタコさん）
- それいけ!アンパンマン ホラーマンとホラ・ホラコ（バタコさん）

2008年
- クレヨンしんちゃん ちょー嵐を呼ぶ 金矛の勇者（チタイ）
- それいけ!アンパンマン 妖精リンリンのひみつ（バタコさん）
- それいけ!アンパンマン ヒヤヒヤヒヤリコとばぶ・ばぶばいきんまん（バタコさん）

2009年
- ヱヴァンゲリヲン新劇場版:破（オペレーター）
- それいけ!アンパンマン だだんだんとふたごの星（バタコさん）
- それいけ!アンパンマン ばいきんまんvsバイキンマン!?（バタコさん）
- 映画ドラえもん 新・のび太の宇宙開拓史（チャミー）

2010年
- それいけ!アンパンマン ブラックノーズと魔法の歌（バタコさん）
- それいけ!アンパンマン はしれ!わくわくアンパンマングランプリ（バタコさん）

2011年
- それいけ!アンパンマン すくえ! ココリンと奇跡の星（バタコさん）
- それいけ!アンパンマン うたって てあそび! アンパンマンともりのたから（バタコさん）

2012年
- おねがいマイメロディ 友&愛（マイメロディ）
- それいけ!アンパンマン よみがえれ バナナ島（バタコさん）
- それいけ!アンパンマン リズムでてあそび アンパンマンとふしぎなパラソル（バタコさん）
- やなせたかしシアター ハルのふえ（ウサギ）
- やなせたかしシアター アンパンマンが生まれた日（バタコさん）

2013年
- それいけ!アンパンマン とばせ! 希望のハンカチ（バタコさん）
- それいけ!アンパンマン みんなでてあそび アンパンマンといたずらオバケ（バタコさん）

2014年
- それいけ!アンパンマン りんごぼうやとみんなの願い（バタコさん）
- それいけ!アンパンマン たのしくてあそび ママになったコキンちゃん!?（バタコさん）

2015年
- それいけ!アンパンマン ミージャと魔法のランプ（バタコさん）
- それいけ!アンパンマン リズムでうたおう! アンパンマン夏まつり（バタコさん）
- Wake Up, Girls! 続・劇場版後編 Beyond the Bottom（佐藤勝子 / サファイヤ麗子）

2016年
- 映画プリパラ み〜んなのあこがれ♪レッツゴー☆プリパリ（らぁらのママ）
- それいけ!アンパンマン おもちゃの星のナンダとルンダ（バタコさん）

2017年
- それいけ!アンパンマン ブルブルの宝探し大冒険!（バタコさん）

2018年
- それいけ!アンパンマン かがやけ!クルンといのちの星（バタコさん）

2019年
- それいけ!アンパンマン きらめけ!アイスの国のバニラ姫（バタコさん）

2020年
- 泣きたい私は猫をかぶる（タマキ）

2021年
- クレヨンしんちゃん 謎メキ!花の天カス学園（オツムン）
- それいけ!アンパンマン ふわふわフワリーと雲の国（バタコさん）

2022年
- それいけ!アンパンマン ドロリンとバケ〜るカーニバル（バタコさん）

2023年
- それいけ!アンパンマン ロボリィとぽかぽかプレゼント（バタコさん）

2024年
- それいけ!アンパンマン ばいきんまんとえほんのルルン（バタコさん）

### OVA
1985年
- ラブ・ポジション ハレー伝説（虎馬由美）

1986年
- コスモス・ピンクショック（速水ミツコ〈ミッチー〉）
- 仏典物語（スジャータ）

1987年
- JUNK BOY（神田美香）

1988年
- エースをねらえ!2
- 吸血姫美夕（爛火）
- 宇宙の戦士（カルメンシータ）
- トップをねらえ!（1988年 - 1989年、おねえさま / アマノカズミ）
- 現世守護神 ぴーひょろ一家
- 冥王計画ゼオライマー（シ・アエン）

1989年
- 紅い牙 ブルー・ソネット（榛原奈留）
- 海の闇、月の影（小早川流水）
- うる星やつら ハートをつかめ（女子学生）
- うる星やつら ヤギさんとチーズ
- エンゼルコップ（夜川伶香〈ピース〉）
- 華星夜曲（娘 奈美）
- 手天童子（種村先生）

1990年
- アーシアンII EARTHIAN II（ブレア）
- 暗黒神伝承 武神（高原素子）
- ガッデム（安藤妙子）
- しあわせのかたち（べるの）
- 修羅之介斬魔劍（真夕姫）
- SOL BIANCA（エイプリル）
- 天外魔境 自来也おぼろ変（雪姫）
- のたり松太郎（南令子）
- BE-BOP-HIGHSCHOOL2（チカ）
- 楳図かずおの呪い（美以子）

1991年
- 英雄凱伝モザイカ（メノーザ）
- 機動戦士ガンダム0083 STARDUST MEMORY（1991年 - 1992年、ニナ・パープルトン、予告編ナレーター）
- SOL BIANCA2（エイプリル）
- ロードス島戦記（フィアンナ王女）

1992年
- 天地無用!魎皇鬼（柾木船穂樹雷）
- BASTARD!! -暗黒の破壊神-（1992年 - 1993年、アーシェス・ネイ）
- リカちゃんの日曜日（いづみ）
- しあわせのかたち 水晶の滑鼠（べるの、佐久間レイ〈本人〉、秘書　劇中歌「LADY FROM KRETA〈クレタ島の女〉」ボーカル）

1993年
- 特捜戦車隊ドミニオン（尾崎レオナ）
- ドラゴンハーフ（ビーナ）
- らんま1/2 シャンプー豹変! 反転宝珠の禍（シャンプー）
- らんま1/2 天道家 すくらんぶるクリスマス（シャンプー）

1994年
- 青空少女隊（イェーガー中尉）
- コズミック・ファンタジー 銀河女豹の罠（宇宙海賊ベルガ）
- 爆炎CAMPUSガードレス（葵）
- 放課後の職員室（田村美穂）
- マイメロディのオオカミさんにきをつけて（マイメロディ）
- らんま1/2 道を継ぐ者（シャンプー）

1995年
- 精霊使い（露羽）
- プリンセス・ミネルバ（ラクロア・バルビス）
- らんま1/2 SUPER ああ呪いの破恋洞! 我が愛は永遠に（シャンプー）

1996年
- ぞくぞく村のオバケたち（雨ぼうずのビッチャン）
- 魔法使いTai!（深山瑞葉）
- らんま1/2 SUPER 二人のあかね「乱馬、私を見て!」（シャンプー）

1997年
- AIKa（皇藍華）
- 新機動戦記ガンダムW Endless Waltz（マリーメイア・クシュリナーダ）
- ヴァンパイアハンター（モリガン・アーンスランド）
- マクロス ダイナマイト7（サザピー）

1998年
- 超機動伝説ダイナギガ（久慈彩香）
- MASTERキートン（ジャネット・ハート）

2000年
- ジョジョの奇妙な冒険 ADVENTURE（ホリィ）

2001年
- エイリアン9（広中ともや、校長先生〈丘田知紗〉）
- マリンとヤマト 不思議な日曜日（優美）

2002年
- とっとこハム太郎 ハム太郎のおたんじょうび 〜ママをたずねて三千てちてち〜（マフラーちゃん）

2003年
- とっとこハム太郎 ハムちゃんずの宝さがし大作戦 〜はむはー! すてきな海のなつやすみ〜（マフラーちゃん）

2004年
- とっとこハム太郎 ハムちゃんずと虹の国の王子さま 〜せかいでいちばんのたからもの〜（マフラーちゃん）
- とっとこハム太郎 ハムちゃんずのめざせ! ハムハム金メダル 〜はしれ! はしれ! だいさくせん!〜（マフラーちゃん）

2005年
- スーパーロボット大戦ORIGINAL GENERATION THE ANIMATION（クロ）

2006年
- Memories Off #5 とぎれたフィルム THE ANIMATION（雨宮瑞穂）

2010年
- らんま1/2 悪夢!春眠香（シャンプー）

2011年
- ああっ女神さまっ いつも二人で（ペイオース）

2014年
- 俺の脳内選択肢が、学園ラブコメを全力で邪魔している（ナレーション）

### ゲーム
1990年
- コズミック・ファンタジー 冒険少年ユウ（ニーナ、妖姫モルガン、ピッポ）
- SOL BIANCA（エイプリル）
- らんま1/2（シャンプー）※PCエンジン版

1991年
- らんま1/2 とらわれの花嫁（シャンプー）

1992年
- コズミック・ファンタジー ストーリーズ（ニーナ、妖姫モルガン、ピッポ）
- 超時空要塞マクロス 永遠のラヴソング（ミスティー・クラウス）
- トップをねらえ! vol.1（アマノカズミ）
- プリンセス・ミネルバ（ラクロア・バルビス）
- らんま1/2 打倒、元祖無差別格闘流!（シャンプー）
- らんま1/2 町内激闘篇（シャンプー）
- らんま1/2 爆烈乱闘篇（シャンプー）
- LUNAR ザ・シルバースター（ナル）

1993年
- アークスI・II・III（ディアナ・フィレリア、ルーシャン・ミルフィット）
- コズミック・ファンタジー ビジュアル集
- 誕生 〜Debut〜（柿崎涼子）
- トップをねらえ! vol.2（アマノカズミ）
- らんま1/2 白蘭愛歌（シャンプー）

1994年
- 風の伝説ザナドゥ（ソフィア）
- らんま1/2 超技乱舞篇（シャンプー）

1995年
- 風の伝説ザナドゥII（ソフィア）
- 空想科学世界ガリバーボーイ（ルルブ）
- らんま1/2 奥義邪暗拳（シャンプー）
- リンダキューブ（サチコ・エモリ）

1996年
- ファーランドストーリーFX（ルシーダ）
- ポポロクロイス物語（サニア・パカプカ）
- らんま1/2 バトルルネッサンス（シャンプー）

1997年
- VIRUS（ドナ）
- この世の果てで恋を唄う少女YU-NO（一条美月）
- スーパーロボット大戦F（ニナ・パープルトン、アマノカズミ）
- 続 初恋物語 〜修学旅行〜（小牧瞳子）
- ファーランドストーリー〜四つの封印〜（ルシーダ）

1998年
- ガーディアンリコール 〜守護獣召喚〜（直江巴澄、朱雀）
- サクラ大戦2 〜君、死にたもうことなかれ〜（水狐〈影山サキ〉）
- 新世紀エヴァンゲリオン エヴァと愉快な仲間たち（アマノカズミ、エレクトラ）
- ソニックウィングス アサルト（エレン）
- スーパーロボット大戦F完結編（ニナ・パープルトン、アマノカズミ）
- ドラえもん2 のび太と光の神殿（ミナ）
- プリンセスクエスト（パル）
- ミサの魔法物語（シャラザード・高純）
- 悠久幻想曲 2nd Album（橘由羅）
- ルルリ・ラ・ルラ（フォー）

1999年
- SDガンダム GGENERATION（1999年 - 2025年、ニナ・パープルトン、マリーメイア・クシュリナーダ、ニキ・テイラー〈ZERO・F・SPIRITS〉） - 12作品
- スーパーロボット大戦コンプリートボックス（クロ）
- 北へ。（春野陽子）
- リモートコントロールダンディ（東野佐織）

2000年
- クイズ ああっ女神さまっ 〜闘う翼とともに〜（ペイオース）
- ガンバード2（モリガン）※ドリームキャスト版
- 高機動幻想ガンパレード・マーチ（ヨーコ小杉）
- スーパーロボット大戦α（クロ、ニナ・パープルトン、アマノカズミ）
- 探偵紳士 DASH!（村雨涼子）
- Sorcerous Stabber ORPHEN 魔術士オーフェン（セフィ）
- ポポロクロイス物語II（サニア・パカプカ、泉の妖精、幸運の神）
- 燃えろ!ジャスティス学園（軽井沢もも）

2001年
- スーパーロボット大戦α外伝（クロ）
- スーパーロボット大戦α for Dreamcast（クロ、ニナ・パープルトン、アマノカズミ）
- スパイダーマン（メリー・ジェーン・ワトソン、ブラックキャット）

2003年
- アークザラッド 精霊の黄昏（ナフィア・ユリエル・ニーデリア）
- 機動戦士ガンダム めぐりあい宇宙（ニナ・パープルトン）
- SUNRISE WORLD WAR Fromサンライズ英雄譚（ニナ、ミネバ、マリーメイア）
- ドラえもん みんなで遊ぼう!ミニドランド（ミニドラ）

2004年
- スーパーロボット大戦MX（シ・アエン）
- みんなのGOLFポータブル（キャサリン）

2005年
- スーパーロボット大戦MX ポータブル（シ・アエン）
- 第3次スーパーロボット大戦α 終焉の銀河へ（アマノカズミ）
- Memories Off #5 とぎれたフィルム（雨宮瑞穂）

2006年
- クイズ機動戦士ガンダム 問・戦士（ニナ）

2007年
- 新世紀エヴァンゲリオン バトルオーケストラ（アマノカズミ）
- スーパーロボット大戦OG ORIGINAL GENERATIONS（クロ、ラーダ・バイラバン）
- スーパーロボット大戦OG外伝（クロ、ラーダ・バイラバン）

2008年
- クレヨンしんちゃん 嵐を呼ぶ シネマランド カチンコガチンコ大活劇!

2009年
- 新世紀エヴァンゲリオン バトルオーケストラ PORTABLE（アマノカズミ）

2010年
- Another Century's Episode:R（シロ）
- アンパンマン にこにこパーティ（バタコさん、ドレミ姫）

2012年
- スーパーロボット大戦OGサーガ 魔装機神 THE LORD OF ELEMENTAL（クロ）
- スーパーロボット大戦OGサーガ 魔装機神II REVELATION OF EVIL GOD（クロ）

2013年
- スーパーロボット大戦OGサーガ 魔装機神III PRIDE OF JUSTICE（クロ）
- スーパーロボット大戦Operation Extend（クロ） - DLC追加キャラクター

2014年
- スーパーロボット大戦OGサーガ 魔装機神F COFFIN OF THE END（クロ）
- Rewrite（神戸理香子）

2015年
- 第3次スーパーロボット大戦Z 天獄篇（オオタ・カズミ）
- ポポロクロイス牧場物語（王妃）
- リング☆ドリーム 女子プロレス大戦（キョンシーYui、岡部いんこ）

2016年
- スーパーロボット大戦OG ムーン・デュエラーズ（クロ、ラーダ・バイラバン）

2017年
- 妖怪ウォッチ ぷにぷに（マイメロディ、シャンプー）
- スーパーロボット大戦X-Ω（アマノ・カズミ）

2018年
- スーパーロボット大戦X（クロ）

2019年
- スーパーロボット大戦T（アマノ・カズミ、クロ）
- とある魔術の禁書目録 幻想収束（リドヴィア＝ロレンツェッティ）
- 北斗の拳 LEGENDS ReVIVE（2019年 - 2022年、ユリア）

2020年
- スーパーロボット大戦DD（クロ）
- 共闘ことばRPG コトダマン（ユリア）

2021年
- モンスターストライク（シャンプー）
- スーパーロボット大戦30（クロ）

2022年
- SINoALICE -シノアリス-（マイメロディ）
- 御城プロジェクト:RE〜CASTLE DEFENSE〜（枉死城）
- ファイアーエムブレム ヒーローズ（ニーナ）
- Fit Boxing 北斗の拳 〜お前はもう痩せている〜（ユリア）

2023年
- グランブルーファンタジー（マイメロディ）

### ドラマCD
- インフェリウス惑星戦史外伝 CONDITION GREEN（ポーラ・プレーリー）
- 風光る（里）
- コズミック・ファンタジー外伝 銀河商人の罠（宇宙海賊ベルガ）
- GファンタジーコミックCDコレクション ファイアーエムブレム 暗黒竜と光の剣（シーダ[103]、少年時代のマルス）
- CDシアター ドラゴンクエストV（マーサ、スラリン）
- 心霊調査室OFFICE麗（煌美麗）
- ゼロイン（藤田七実）
- ハーメルンのバイオリン弾き（サイザー）
- バイトでウィザード術のききめはウェディングベル!（ザ・スニーカー応募者限定発売）（尼僧）
- はるか遠き国の物語（アニース・ジャニース）
- ファイアーエムブレム 旅立ちの章（ニーナ）

### 吹き替え

#### 映画
- ウィッカーマン（シスター・ウィロー）※ソフト版
- 男たちの挽歌 II（ジャッキー）※BD・新DVD版
- 死の標的（トレイシー〈ダニエル・ハリス〉）※テレビ朝日版
- ジェルミナル（カトリーヌ）※VHS版
- シンドラーのリスト（ヘレン・ヒルシュ〈エンベス・デイヴィッツ〉）
- ナイト・オン・ザ・プラネット（盲目の女性〈ベアトリス・ダル〉）
- 光る眼（マーラ・チャッフェ〈リンジー・ホーン〉）※ソフト版
- マペットめざせブロードウェイ!（ジェニー〈ジュリアナ・ドナルド〉）※CBS/FOXビデオ版
- メリー・ポピンズ（ジェーン・カロライン・バンクス〈カレン・ドートリス〉）※フジテレビ版

#### テレビドラマ
- 跳べ!ロックガールズ〜メダルへの誓い（ロニー・クルーズ）
- パトカーアダム30（ステイシー・シェリダン〈ヘザー・ロックリア〉）※日本テレビ版

#### アニメ
- 阿貴的家族（キャッシュディスペンサー）※ゲスト
- アンジェラ・アナコンダ（ゴーディ）
- X-MEN（サラ）
- おてんばソフィー（ソフィー）
- 劇場版 ムーミン 南の海で楽しいバカンス（ミイ[104]）
- ミュータント・タートルズ 超人伝説編（クリス・ミュー / ダーク・ミュー）
- ムーミンパパの思い出（リトルミイ、ミムラの娘[105]）

### 人形劇
- ドレミファ・どーなっつ!（みど・わおん、タマぼう）※クアドラプル主演
- こどもにんぎょう劇場「賢者のおくりもの」（デラ、ナレーション 他）

### テレビドラマ
- 天まであがれ!（# 8）
- 高校聖夫婦（大木戸新子）
- NHK総合 銀河テレビ小説 まんが道（女子大生）
- 直前スペシャル来るぞ!超SFX!!　電脳警察サイバーコップ（日本テレビ、1988年）司会 - 水島裕と共演
- NHKBSプレミアムドキュメンタリードラマ 猫探偵の事件簿（語り）

### テレビ番組
- キスマイ魔ジック（テレビ朝日、2016年1月20日） - ゲスト出演
- きょうの料理ビギナーズ（NHK教育、高木ハツ江、斎藤とし子〈2代目〉、濱バツ江）
- きょうの料理スペシャル「おもいでレストラン」（NHK教育、2009年8月26日） - ナレーター
- きんだーてれび（テレビ東京、2018年6月） - 朗読
- 8686ch 恋旅「ぼくらのレインボウ」（摩符螺菜月）
- テレビでフランス語（NHK教育、2008年度） - りんごのポム
- のりもの探検隊（女の子の声）
- ピックンとアップン（NHK教育、1988年4月 - 1990年3月）
- 森の妖精（メグ）
- レッツゴーヤング（アイドル時代：サンデーズ）
- おもいっきり中学時代（NHK教育、1985年10月 - ） - レポーター[106]
- 踊る!さんま御殿!!（日本テレビ、2024年8月13日） - ゲスト出演

### CM
- スズキ・MRワゴン（ミイ）
- 伊勢半ヒロインメイク（エリザベート・姫子）
- 日本文化センター（ナレーション）
- 中外製薬（ちゅら坊）

### ラジオドラマ
- 牙王物語 アドベンチャーロード（NHK-FM ラジオドラマ、1988年4月18日 - 4月29日）（早苗）
- オーディオドラマ 海賊とよばれた男〈2014年配信〉（国岡ユキ）[107]

### ラジオ番組
- るんるんナイト 松宮一彦ワオ!（1983年、TBSラジオ） - 水曜パートナー

### レコード・CD
- GOD SAVE THE すげこまくん!（藤江田純子）
- サンサーラ・ナーガ2（アムリタ）
- CDシアター ドラゴンクエスト（V・スラリン、マーサ）
- CDドラマ TARAKOぱっぱらパラダイス（ソフィア）
- CDドラマ 風の伝説ザナドゥII ヒロイン達の誕生日（ソフィア）
- CD Book ハーメルンのバイオリン弾き（サイザー）
- 進研ゼミチャレンジ3年生計算カンペキマスターDX グラッセ姫を救え!くりけいかんのドキドキアドベンチャー（グラッセひめ）
- FALCOM SPECIAL BOX '95 CDドラマ 風の伝説ザナドゥII（ソフィア）
- はみだし天使（1983年2月25日発売・CLIMAXレーベル）※ソロデビュー曲「宇宙は大ヘンだ!（うる星やつらED）」の歌詞違いバージョン
- ふ・る・え・る果実（1983年9月発売・CLIMAXレーベル）※ 佐久間 麗 名義

### 舞台出演
- チンコロ姐ちゃん（1983年）
- 第13回81プロデュース公演「A TASTE OF HONEY 蜜の味」（銀座博品館劇場、1985年9月11日 - 16日）
- BACKERS AUDITION（銀座博品館劇場、1986年）
- 第16回81プロデュース公演「COME BLOW YOUR HORN」（銀座小劇場、1987年10月28日 - 11月9日）

### その他コンテンツ
- アルスマグナ - コンスタンティンの声
- おとうさんといっしょ!（ナレーション）
- オモチャーらんど（声の出演）
- サンリオキャラクター「シナモロール」（カプチーノ）
- サンリオキャラクター「ハンギョドン」（サユリ）
- サンリオキャラクター「ポムポムプリン」（スコーン）

## ディスコグラフィ

### キャラクターソング
| 発売日   | 商品名                                        | 歌                   | 楽曲                                | 備考                                                                       |
| 1990年   | 1990年                                        | 1990年               | 1990年                              | 1990年                                                                     |
| -------- | --------------------------------------------- | -------------------- | ----------------------------------- | -------------------------------------------------------------------------- |
| 4月21日  | 乱馬ダ☆RANMA                                  | 乱馬的歌劇団御一行様 | 「乱馬ダ☆RANMA」                    | テレビアニメ『らんま1/2』エンディングテーマ                                |
| 11月21日 | 乱馬的企画音盤II らんま1/2 歌暦 (平成3年度版) | DoCo                 | 「思い出がいっぱい」                | テレビアニメ『らんま1/2』関連曲                                            |
| 11月21日 | 乱馬的企画音盤II らんま1/2 歌暦 (平成3年度版) | 乱馬的歌劇団御一行様 | 「キャラクターズ・クリスマス」      | テレビアニメ『らんま1/2』関連曲                                            |
| 1991年   |                                               |                      |                                     |                                                                            |
| 1月21日  | 思い出がいっぱい                              | DoCo                 | 「思い出がいっぱい」                | OVA『らんま1/2』オープニングテーマ                                         |
| 1月21日  | 思い出がいっぱい                              | 帯子                 | 「リトル★デイト」                   | テレビアニメ『らんま1/2』関連曲                                            |
| 7月21日  | 乱馬的企画音盤III らんま1/2 DoCoファースト    | DoCo                 | 「僕たちはこれから」                | OVA『らんま1/2』オープニングテーマ                                         |
| 7月21日  | 乱馬的企画音盤III らんま1/2 DoCoファースト    | DoCo                 | 「赤い靴のSUNDAY」                  | OVA『らんま1/2』エンディングテーマ                                         |
| 7月21日  | 乱馬的企画音盤III らんま1/2 DoCoファースト    | DoCo                 | 「うそつき」                        | 劇場版『らんま1/2 超無差別決戦! 乱馬チームVS伝説の鳳凰』エンディングテーマ |
| 7月21日  | 乱馬的企画音盤III らんま1/2 DoCoファースト    | DoCo                 | 「少しだけ坂道」                    | OVA『らんま1/2』エンディングテーマ                                         |
| 7月21日  | 乱馬的企画音盤III らんま1/2 DoCoファースト    | DoCo                 | 「彼」                              | OVA『らんま1/2』エンディングテーマ                                         |
| 1994年   |                                               |                      |                                     |                                                                            |
| 12月16日 | らんま1/2 DoCo☆Second                         | DoCo                 | 「清く正しいクリスマス」            | OVA『らんま1/2』エンディングテーマ                                         |
| 12月16日 | らんま1/2 DoCo☆Second                         | DoCo                 | 「授業中の小学校」                  | OVA『らんま1/2』オープニングテーマ                                         |
| 12月16日 | らんま1/2 DoCo☆Second                         | DoCo                 | 「終わらない夏休み」                | 劇場版『らんま1/2 超無差別決戦! 乱馬チームVS伝説の鳳凰』オープニングテーマ |
| 12月16日 | らんま1/2 DoCo☆Second                         | DoCo                 | 「かがやく空ときみの声」            | OVA『らんま1/2』オープニングテーマ                                         |
| 12月16日 | らんま1/2 DoCo☆Second                         | DoCo                 | 「恋がひとつ消えてしまったの」      | OVA『らんま1/2』エンディングテーマ                                         |
| 12月16日 | らんま1/2 DoCo☆Second                         | DoCo                 | 「フクザツな両想い (Live Version)」 | OVA『らんま1/2』オープニングテーマ                                         |